# Horatio Gates
Horatio Lloyd Gates (1726–10. april 1806) var en amerikansk general under den amerikanske uafhængighedskrig. Han var øverstkommanderende for den amerikanske hær i slaget ved Saratoga og fik skylden for nederlaget i slaget ved Camden.